# Скорый (линейный корабль, 1818)
«Скорый» — парусный 74-пушечный линейный корабль Черноморского флота Российской империи.

## Описание корабля
Один из одиннадцати парусных линейных кораблей типа «Анапа», строившихся для Черноморского флота в Херсоне и Николаеве с 1806 по 1818 год. Длина корабля составляла 54,9 метра, ширина по сведениям из различных источников от 14,5 до 14,7 метра, а осадка от 6,5 до 6,6 метра. Артиллерийское вооружение корабля по сведениям из различных источников могло состоять от 74 до 81 орудия.

## История службы
Корабль «Скорый» был заложен в Херсоне и после спуска на воду в 1818 году вошёл в состав Черноморского флота.
В составе эскадр находился в практических плаваниях в Чёрном море в 1822, 1823, и 1826 годах.
Принимал участие в русско-турецкой войне. 14 мая пришел  из Севастополя к Анапе, где присоединился к эскадре вице-адмирала А. С. Грейга. С 22 по 30 мая ежедневно бомбардировал турецкие укрепления. 
Получив от ответного огня противника серьезные повреждения в такелаже и корпусе, 31 мая отошел от крепости. А 16 июня, погрузив на борт больных и раненых, ушел в Севастополь, ведя под конвоем два призовых судна. 9 июля вышел из Севастополя, чтобы присоединиться к эскадре А. С. Грейга на пути из Анапы к Коварне. 13 июля вместе с эскадрой прибыл к Коварне.
Принимал участие в блокаде Варны. 22 июля в c флотом подошел к крепости. C 29 июля по 2 августа бомбардировал крепость. 7 августа в составе эскадры, маневрируя под парусами, в течение трех часов интенсивно бомбардировал крепость на ходу. С 23 по 26 августа, встав на позицию, вновь обстреливал крепость. Потери экипажа от ответного огня составили шесть человек ранеными, корабль получил 8 пробоин корпуса, 25 повреждений рангоута и такелажа. 
14 сентября, оставив часть артиллерии на береговых редутах, ушел в Севастополь с 400 больными и ранеными на борту. В октябре 1828 года возвращался к Варне, чтобы забрать оттуда в Севастополь раненых и больных.
В 1829 году корабль переоборудован в госпитальный корабль, однако на борту было оставлено 32 орудия. 3 мая 1829 года присоединился к флоту, стоявшему на Сизопольском рейде. Откуда 15 августа с ранеными и больными на борту ушел в Севастополь.
По окончании службы в 1830 году парусный линейный корабль «Скорый» был исключён из списков судов флота и позднее разобран.

## Командиры корабля
Командирами парусного линейного корабля «Скорый» в составе Российского императорского флота в разное время служили:
- Д. Е. Бальзам (1822—1824 годы);
- С. М. Михайли (1827—1828 годы);
- Г. А. Польской (1829 год).